# Equipo de Copa Davis de Senegal
El Equipo de Copa Davis de Senegal es el representativo de Senegal en la máxima competición internacional a nivel de naciones del tenis y está regido por la Federación Senegalesa de Tenis.
Luego de permanecer inactivo desde la temporada 2005, volverá a participar en la edición 2020-21.

## Resultados
| Edición | Zona                                        | Rival                | Sede            | Resultado |
| ------- | ------------------------------------------- | -------------------- | --------------- | --------- |
| 1984    | Europa – Zona A 1.ª Ronda                   | Túnez                | Dakar           | 3 – 2     |
| 1984    | Europa – Zona A 2.ª Ronda                   | Suiza                | Disentis/Mustér | 0 – 5     |
| 1985    | Europa – Zona A 1.ª Ronda                   | Mónaco               | Dakar           | 1 – 4     |
| 1986    | Europa – Zona A 2.ª Ronda                   | Nigeria              | Dakar           | 1 – 4     |
| 1987    | Europa – Preliminar África                  | Marruecos            | Dakar           | 3 – 2     |
| 1987    | Europa – Preliminar África                  | Argelia              | Dakar           | 4 – 1     |
| 1987    | Europa – Preliminar África                  | Egipto               | Dakar           | 3 – 2     |
| 1987    | Europa – Zona A 1.ª Ronda                   | Noruega              | Bergen          | 3 – 2     |
| 1987    | Europa – Zona A 2.ª Ronda                   | Bulgaria             | Haskovo         | 0 – 5     |
| 1988    | Europa/África – Grupo I 1.ª Ronda           | Bulgaria             | Dakar           | 4 – 1     |
| 1988    | Europa/África – Grupo I 2.ª Ronda           | Países Bajos         | Warmond         | 2 – 3     |
| 1989    | Europa/África – Grupo I 1.ª Ronda           | Portugal             | Oporto          | 0 – 5     |
| 1989    | Europa/África – Grupo I Relegación          | Irlanda              | Limerick        | 1 – 4     |
| 1990    | Europa/África – Grupo II África 2.ª Ronda   | Togo                 | Lomé            | 0 – 5     |
| 1991    | Europa/África – Grupo II África 1.ª Ronda   | Egipto               | El Cairo        | 2 – 3     |
| 1992    | Europa/África – Grupo III                   | Congo                | Túnez           | 3 – 0     |
| 1992    | Europa/África – Grupo III                   | Túnez                | Túnez           | 3 – 0     |
| 1992    | Europa/África – Grupo III                   | Sudáfrica            | Túnez           | 0 – 3     |
| 1992    | Europa/África – Grupo III                   | Camerún              | Túnez           | 3 – 0     |
| 1992    | Europa/África – Grupo III                   | Argelia              | Túnez           | 2 – 1     |
| 1993    | Europa/África – Grupo II 1.ª Ronda          | Egipto               | Dakar           | 4 – 1     |
| 1993    | Europa/África – Grupo II 2.ª Ronda          | Grecia               | Dakar           | 3 – 2     |
| 1993    | Europa/África – Grupo II 3.ª Ronda          | Sudáfrica            | Dakar           | 0 – 5     |
| 1994    | Europa/África – Grupo II 1.ª Ronda          | Nigeria              | Lagos           | 0 – 5     |
| 1994    | Europa/África – Grupo II Relegación         | Mónaco               | Montecarlo      | 1 – 4     |
| 1995    | Europa/África – Grupo III Zona B Grupo B    | Turquía              | Brazzaville     | 1 – 2     |
| 1995    | Europa/África – Grupo III Zona B Grupo B    | Zambia               | Brazzaville     | 1 – 2     |
| 1995    | Europa/África – Grupo III Zona B Grupo B    | Argelia              | Brazzaville     | 1 – 2     |
| 1995    | Europa/África – Grupo III Zona B Grupo B    | Sudán                | Brazzaville     | 3 – 0     |
| 1996    | Europa/África – Grupo III Zona A Grupo A    | Etiopía              | Estambul        | 2 – 1     |
| 1996    | Europa/África – Grupo III Zona A Grupo A    | Azerbaiyán           | Estambul        | 3 – 0     |
| 1996    | Europa/África – Grupo III Zona A Grupo A    | Sudán                | Estambul        | 3 – 0     |
| 1996    | Europa/África – Grupo III Zona A Grupo A    | Islandia             | Estambul        | 3 – 0     |
| 1996    | Europa/África – Grupo III Zona A Grupo A    | San Marino           | Estambul        | 2 – 1     |
| 1996    | Europa/África – Grupo III Zona A Grupo A    | Lituania             | Estambul        | 0 – 3     |
| 1997    | Europa/África – Grupo III Zona A Grupo B    | Armenia              | Dakar           | 3 – 0     |
| 1997    | Europa/África – Grupo III Zona A Grupo B    | Bosnia y Herzegovina | Dakar           | 3 – 0     |
| 1997    | Europa/África – Grupo III Zona A Grupo B    | Luxemburgo           | Dakar           | 2 – 1     |
| 1997    | Europa/África – Grupo III Zona A Semifinal  | Turquía              | Dakar           | 2 – 1     |
| 1997    | Europa/África – Grupo III Zona A Final      | Luxemburgo           | Dakar           | 1 – 2     |
| 1998    | Europa/África – Grupo II 1.ª Ronda          | Polonia              | Dakar           | 3 – 2     |
| 1998    | Europa/África – Grupo II 2.ª Ronda          | Costa de Marfil      | Dakar           | 2 – 3     |
| 1999    | Europa/África – Grupo II 1.ª Ronda          | Dinamarca            | Aalborg         | 0 – 5     |
| 1999    | Europa/África – Grupo II Relegación         | Eslovenia            | Liubliana       | 0 – 5     |
| 2000    | Europa/África – Grupo III Zona B Grupo A    | Moldavia             | Antananarivo    | 0 – 3     |
| 2000    | Europa/África – Grupo III Zona B Grupo A    | Benín                | Antananarivo    | 2 – 1     |
| 2000    | Europa/África – Grupo III Zona B Grupo A    | Islandia             | Antananarivo    | 1 – 2     |
| 2000    | Europa/África – Grupo III Zona B Relegación | Nigeria              | Antananarivo    | 1 – 2     |
| 2000    | Europa/África – Grupo III Zona B Relegación | Benín                | Antananarivo    | 0 – 3     |
| 2001    | Europa/África – Grupo IV Zona B             | Malí                 | Marsa           | 0 – 3     |
| 2001    | Europa/África – Grupo IV Zona B             | Zambia               | Marsa           | 1 – 2     |
| 2001    | Europa/África – Grupo IV Zona B             | Yibuti               | Marsa           | 3 – 0     |
| 2003    | Europa/África – Grupo IV Zona B             | Uganda               | Lagos           | 3 – 0     |
| 2003    | Europa/África – Grupo IV Zona B             | Benín                | Lagos           | 1 – 2     |
| 2003    | Europa/África – Grupo IV Zona B             | Nigeria              | Lagos           | 0 – 3     |
| 2003    | Europa/África – Grupo IV Zona B             | Gabón                | Lagos           | 1 – 2     |
| 2004    | Europa/África – Grupo IV Zona A             | San Marino           | Dakar           | 0 – 3     |
| 2004    | Europa/África – Grupo IV Zona A             | Malí                 | Dakar           | 2 – 1     |
| 2004    | Europa/África – Grupo IV Zona A             | Gabón                | Dakar           | 3 – 0     |
| 2004    | Europa/África – Grupo IV Zona A             | Nigeria              | Dakar           | 0 – 3     |
| 2005    | Europa/África – Grupo IV Zona B             | Ruanda               | Kampala         | 1 – 2     |
| 2005    | Europa/África – Grupo IV Zona B             | Azerbaiyán           | Kampala         | 2 – 1     |
| 2005    | Europa/África – Grupo IV Zona B             | Andorra              | Kampala         | 0 – 3     |
| 2005    | Europa/África – Grupo IV Zona B             | Uganda               | Kampala         | 2 – 1     |
| 2005    | Europa/África – Grupo IV Zona B             | Mauricio             | Kampala         | 2 – 1     |
| 2020    | Grupo IV África                             | –                    | –               | –         |